# هاپلوگروپ جی-ام۲۸۵
در ژنتیک انسانی، هاپلوگروپ جی-ام۲۸۵ (به انگلیسی:  Haplogroup G-M285) که به نام هاپلوگروپ جی۱ (به انگلیسی: Haplogroup G1) نیز شناخته می‌شود، هاپلوگروپ کروموزوم Y است. هاپلوگروپ G1 یک زیر گروه اصلی هاپلوگروپ G (Haplogroup G-M201) است.
احتمال زیاد اعتقاد بر این است که G1 در غرب آسیا سرچشمه گرفته‌است. این فرکانس در جمعیت‌های مدرن به جز (i) ایران و همسایگان غربی آن، و (ii) منطقه ای که از جنوب مرکزی سیبری (روسیه) و شمال قزاقستان متصل است، دارای فرکانس بسیار کمی است. اساسی‌ترین نمونه‌های G1 در افراد زنده شناسایی شده‌است و در سراسر منطقه از شبه جزیره عربستان تا بلاروس یافت شده‌است.